# Higiena

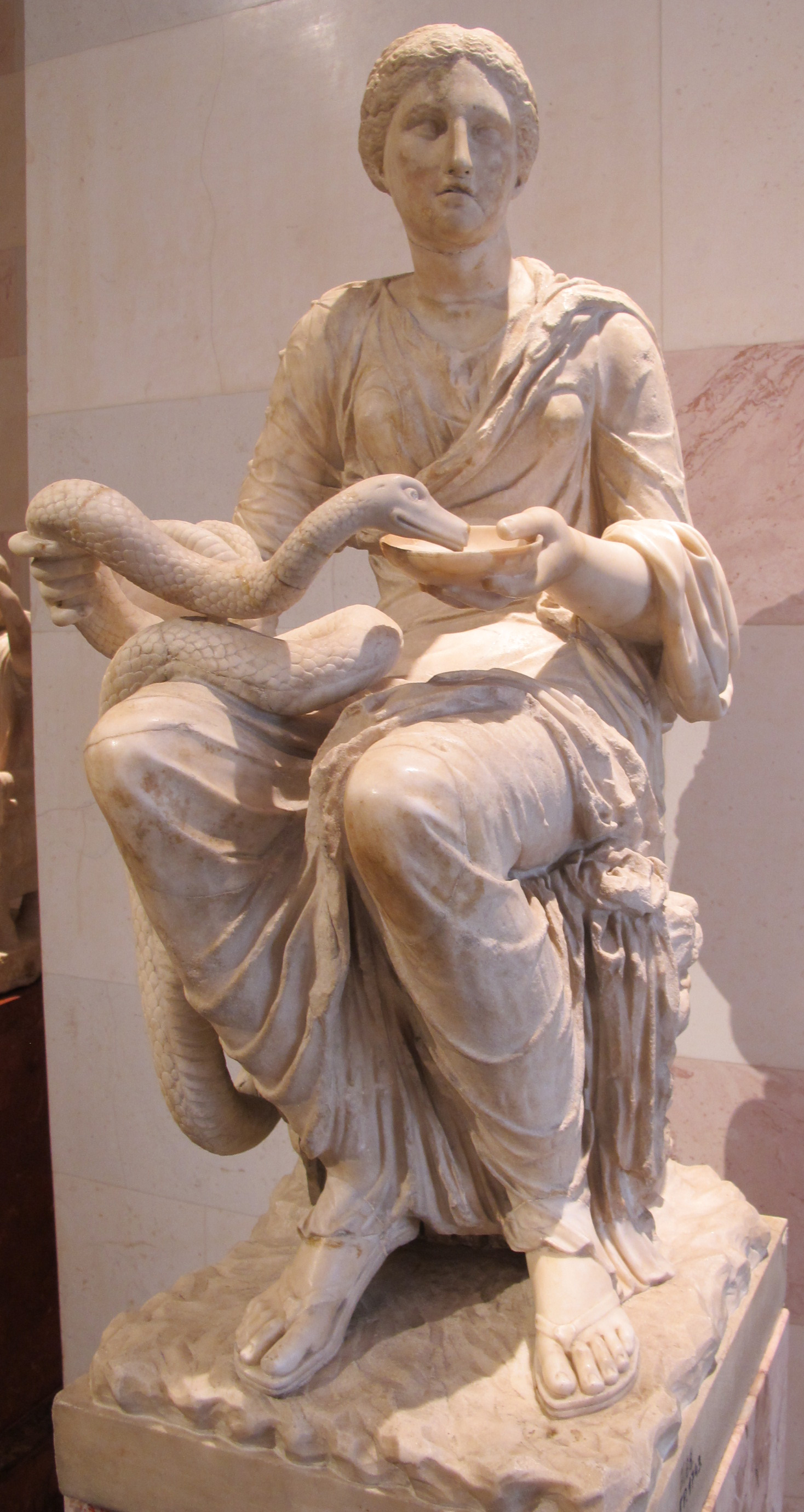
Rzymska statua bogini uosabiającej zdrowie – Higiei, córki boga sztuki lekarskiej Asklepiosa; od jej imienia pochodzi nazwa dziedziny medycyny o wpływie środowiska na zdrowie ludzkie – higiena.

Higiena (gr. hygeinos – leczniczy) – dział medycyny badający wpływ środowiska na zdrowie fizyczne i psychiczne człowieka. Celem tych badań jest zapewnienie poszczególnym osobom oraz społeczeństwu jak najlepszych warunków rozwoju fizycznego i psychicznego. Praktycznymi wynikami higieny są wskazania dotyczące usuwania z życia ludzkiego wpływów ujemnych, w różny sposób zagrażających zdrowiu i wprowadzania czynników dodatnich.
Higiena dzieli się na wiele dziedzin, zajmujących się poszczególnymi środowiskami życia i działalności ludzkiej: higiena osobista, szkolna, cyfrowa, hodowli zwierząt, komunalna, społeczna, pracy, jazdy oraz żywności i żywienia.
Pojęcie higieny jest odnoszone również do języka: socjolingwistka Deborah Cameron wprowadziła termin „higiena werbalna” jako określenie wszelkiej działalności na rzecz doskonalenia lub regulacji praktyki językowej. 
Higiena należy do norm witalnych, ogólnie jest dążeniem ludzi do utrzymania swojego zdrowia w jak najlepszym stanie przez jak najdłuższy czas oraz dążeniem do maksymalnego przedłużenia życia.